# Herb Czech
Czechy mają dwa herby państwowe: wielki i mały. Zwyczaj posiadania dwóch herbów wywodzi się z tradycji heraldycznej.
Mały Herb Czech ma w godle srebrnego (białego), wspiętego na tylnych łapach lwa z charakterystycznym podwójnym ogonem, w złotej koronie i o podobnie złotych pazurach. Godło umieszczone jest w czerwonym polu. Jest to tradycyjny herb Czech właściwych.
Wielki Herb Czech podzielony jest na cztery pola. W pierwszym i czwartym występuje srebrny dwuogoniasty lew w koronie – symbol Czech właściwych, w drugim niebieskim orzeł (właściwie orlica) w srebrno-czerwoną szachownicę – herb Moraw, a w trzecim, na złotym tle, czarny orzeł (orlica) ze srebrnym półksiężycem – herb Śląska.
Herby mały i wielki Czech w obecnym układzie wprowadzono 13 marca 1990 r.
Obowiązujące opracowanie graficzne przyjęto 17 grudnia 1992 r. z mocą od 1 stycznia 1993 r..
W Czechach prócz flagi państwowej istnieje także flaga prezydencka, która zawiera zarówno herb jak i motto Pravda vítězí („Prawda zwycięża”).

## Historia
Lew jako symbol Czech swą genezą sięga XIII wieku, kiedy pojawił się jako symbol dynastii Przemyślidów. Do tego czasu oficjalnym godłem państwa była czarna orlica (pojawiła się ona jeszcze w heraldyce w czasie II wojny światowej w Kraju Sudetów, a obecnie w herbie kraju środkowoczeskiego). Ponieważ władcy średniowieczni usiłowali zanegować pozycję Przemyślidów, ci w szczególny sposób eksponowali swój nowy herb, którym stał się srebrny lew – w rezultacie symbol dynastii stopniowo przekształcił się w godło narodowe. Nie wiadomo jednak co spowodowało, że w XIII wieku panujący zdecydowali się na zmianę herbu – opowiadają o tym różne legendy, jednak żadna nie znalazła potwierdzenia w źródłach.
Po upadku komunizmu, Czesi wrócili ponownie do swojego dawnego godła. Odbyła się wówczas gorąca debata parlamentarna co do kształtu nowego godła. W szczególności dyskutowano atrybuty seksualne lwa, które zgodnie ze sztuką heraldyczną powinny być równie walecznie przedstawione, jak i inne członki zwierza. Autorem obecnego herbu i sztandaru prezydenckiego jest Jiří Louda.

## Galeria

Czarna, płomienna orlica, pierwszy znak dynastii Przemyślidów
Herb Królestwa Czech do 1918 roku
Herb krajów Korony Czeskiej z czasów Świętego Cesarstwa Rzymskiego
Średni herb Czechosłowacji
Wielki herb Czechosłowacji
Mniejszy herb Protektoratu Czech i Moraw (1938–1945)
Większy Herb Protektoratu Czech i Moraw
Herb Okręgu Rzeszy Kraj Sudetów (1940–1945)
Herb Czechosłowacji 1945–1960, w latach 1918–1938 używany jako mały herb państwa czechosłowackiego
Herb socjalistycznej Czechosłowacji (1960–1990) – lew bez korony z dechrystianizowanym symbolem Słowacji, płonącą watrą zamiast krzyża lotaryńskiego
Herb mały Czech (1990–1992)
Herb wielki Czech (1990–1992)
Obecny mały herb Czech (od 1993)
Obecny wielki herb Czech (od 1993)

## Lew czeski w Polsce
W XIV wieku księstwa śląskie rządzone przez Piastów stawały się kolejno lennami Królestwa Czech. Pozostałością tego jest obecność czeskiego lwa w herbach śląskich miast leżących w Polsce.

Herb Wrocławia
Herb Bystrzycy Kłodzkiej
Herb Kątów Wrocławskich
Herb Kłodzka
Herb Legnicy
Herb Lądka-Zdroju
Herb powiatu głubczyckiego
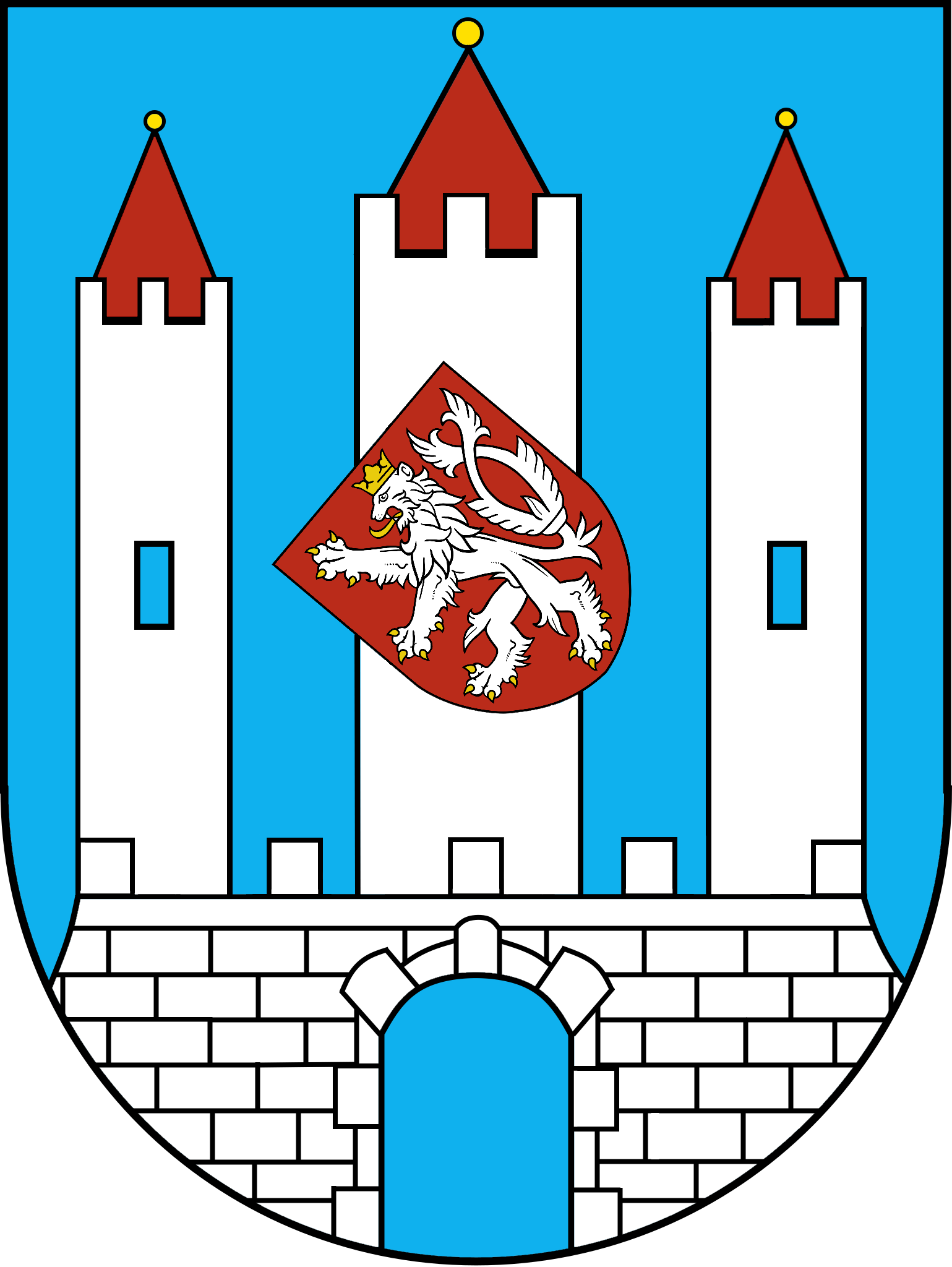
Przedwojenny herb Ząbkowic Śląskich
Herb Głubczyc
Herb Prudnika

## Lew czeski w Niemczech
Czeski lew widoczny jest w herbach miast leżących na Łużycach, które historycznie do 1635 stanowiły jedną z ziem składających się na Koronę Królestwa Czech.

Herb Görlitz
Herb powiatu Görlitz
Herb Gubina
Herb Kamieńca
Herb Löbau
Herb powiatu Spree-Neiße
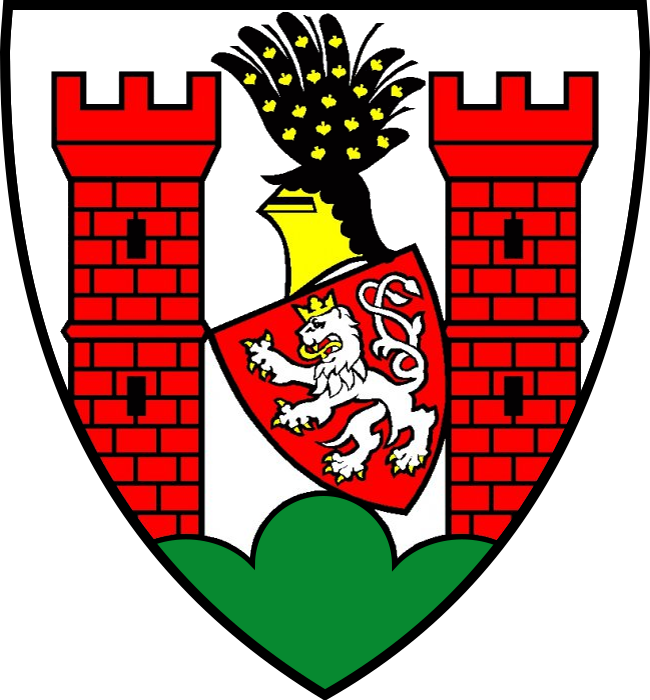
Herb Spremberga
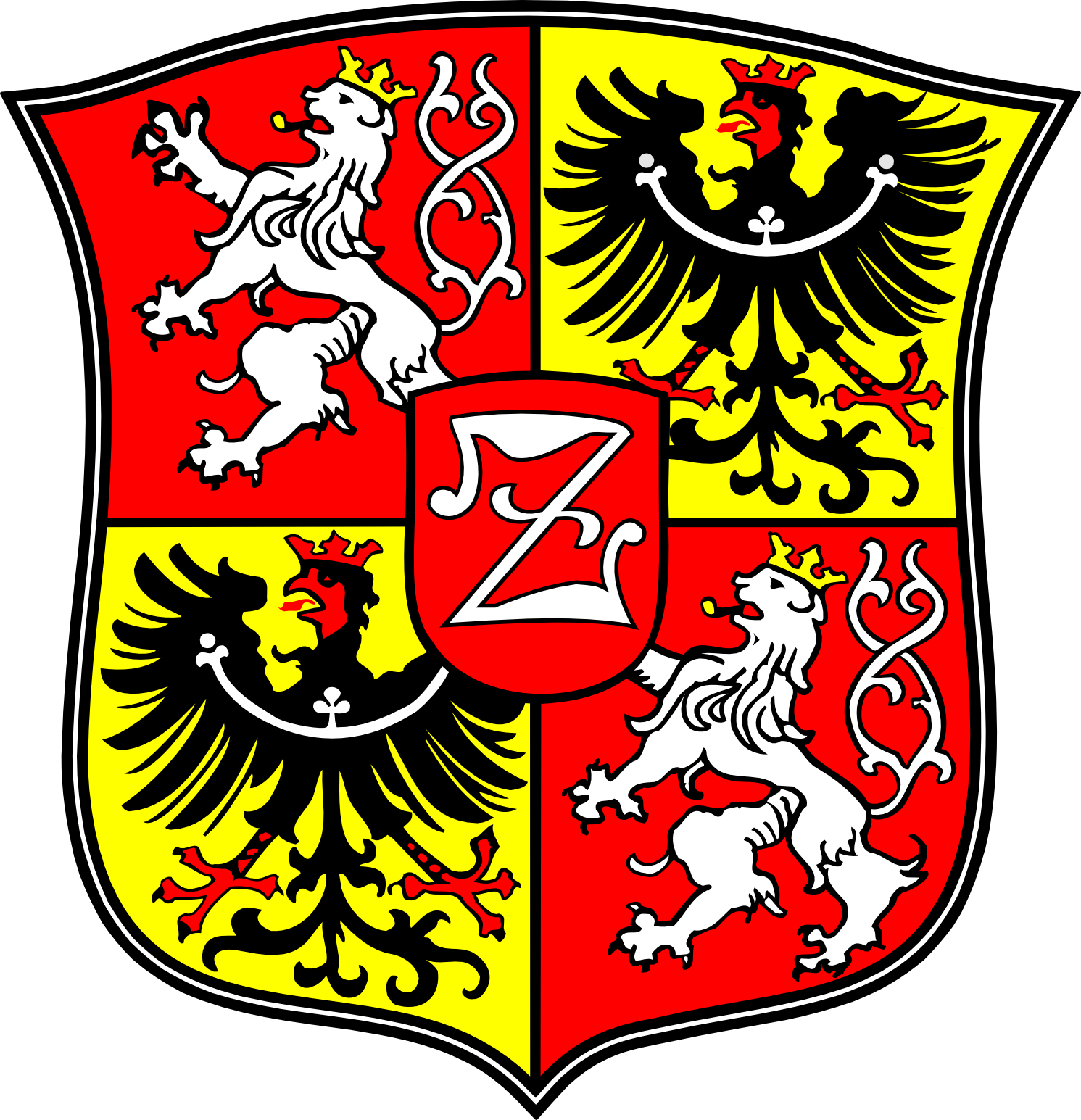
Herb Żytawy